# Bekmünde
Bekmünde (niederdeutsch: Beekmünn) ist eine Gemeinde im Kreis Steinburg in Schleswig-Holstein. Die kleine Gemeinde hat keine weiteren Ortsteile.

## Geografie und Verkehr
Bekmünde liegt an der Bundesstraße 5 zwischen Wilster und Itzehoe. Die Bekau und die Stör fließen durch die Fläche der Gemeinde. Vier Grundstücke der Gemeinde liegen als Exklaven im Bereich der Gemeinde Stördorf. Im Süden liegt die Gemeindegrenze in der Flussmitte der Stör. Die rechte (nördliche) Hälfte der Stör und ein schmaler Uferstreifen im Gemeindegebiet sind Teil des europäischen NATURA 2000-Schutzgebietes FFH-Gebiet Schleswig-Holsteinisches Elbästuar und angrenzende Flächen.

## Geschichte
Im Jahre 1369 wurde die Gemeinde urkundlich erwähnt, in diesem Jahr bestand auch schon die Schleusenbrücke über die untere Bekau. Der Name der Gemeinde bedeutet wohl Mündung der Bekau.

## Politik

### Gemeindevertretung
Bei der Kommunalwahl am 14. Mai 2023 wurden insgesamt sieben Sitze vergeben. Diese fielen erneut alle an die Kommunale Wählervereinigung Bekmünde. Die Wahlbeteiligung betrug 66,1 %.

## Wappen
Blasonierung: „Von Grün und Blau durch einen gestürzten silbernen Wellengöpel erhöht geteilt. Unten die geöffneten silbernen Tore einer Schleuse, darunter ein silberner Stör.“
Der Wellengöpel stellt die Mündung der Bekau dar, wie es aus dem Namen der Gemeinde abgeleitet werden kann. Der Stör soll auf die Lage der Gemeinde am gleichnamigen Fluss und auf die ehemals reichen Störfänge hinweisen. Die beiden grünen Felder stehen für die Landwirtschaft. Mit den Schleusentoren wird an die alte Schleuse erinnert, die an der Mündung der Bekau stand.

## Bilder

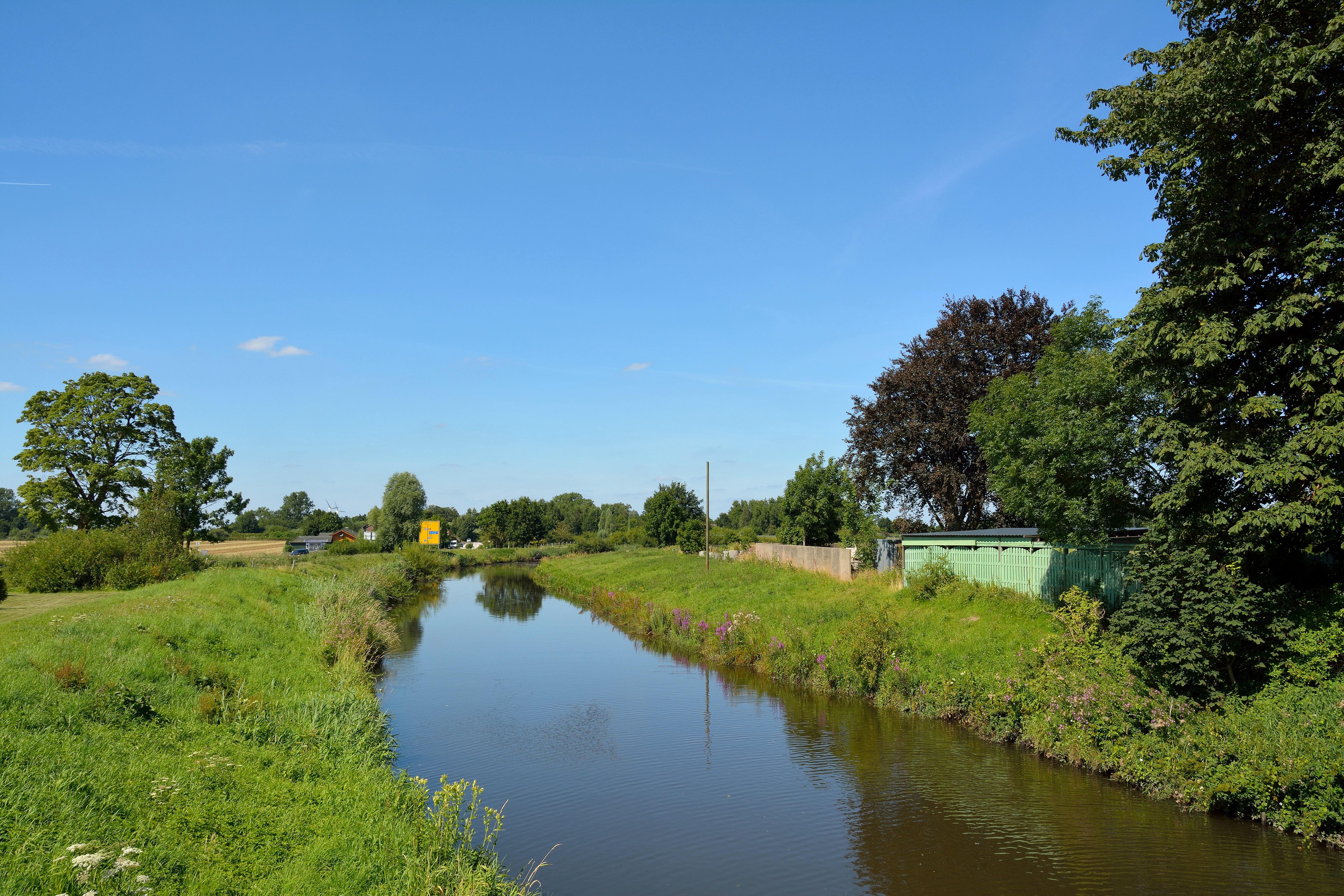
Die Bekau in Bekmünde